# 君のこと
「君のこと」（きみのこと）は、meg rockの4枚目のシングル。2008年10月22日にMellow Headから発売された。

## 概要
前作『incl.』から約2年5ヶ月ぶりのリリース。meg rock名義としては初めて表題曲にタイアップがついていないシングルである。
本作には「プリンシパル篇」「超プリンシパル篇」の2種類のTVCMがあり、2011年にリリースされた『slight fever』のDVDに収録された。

## 収録曲
全作詞・作曲：meg rock、編曲：加藤大祐
1. 君のこと [5:17]
2. 6cm [4:21]
3. 君のこと/君のとこ mix
4. 6cm/-6cm mix